# Psilocerea szunyoghi
Psilocerea szunyoghi är en fjärilsart som beskrevs av Fletcher 1978. Psilocerea szunyoghi ingår i släktet Psilocerea och familjen mätare. Inga underarter finns listade.